# マカラ (神話)

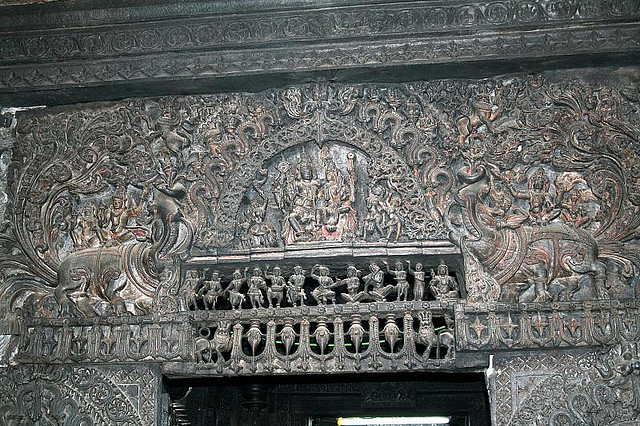
チェンナケーシャヴァ寺院にあるマカラのレリーフ

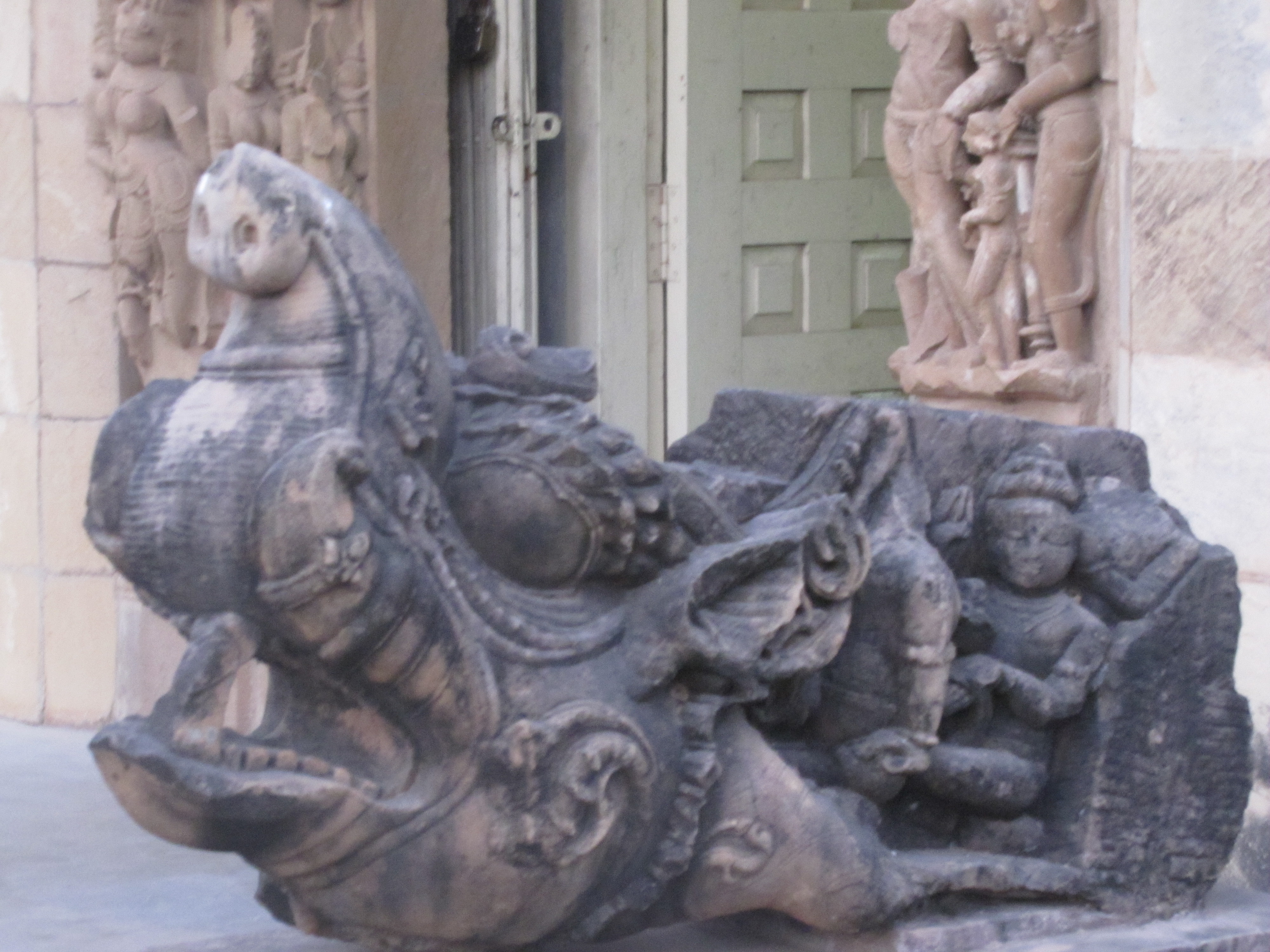
マカラ像

マカラ（サンスクリット: मकर、英語: Makara）は、インド神話に登場する怪魚。

## 概要
ガンガー及びヴァルナの乗り物（ヴァーハナ）であり、愛神カーマは「マカラを旗標とするもの」という異名を持つという。カーマのシンボルであるマカラは門や装身具の装飾に用いられた。象やワニのように尖った鼻を持ち、とぐろ巻く尾を持つ怪魚や、ワニとライオンの合成獣として表現される。水を操る力を持つため、マカラの棲むとされる川や湖、海といった場所（マカラーヴァーサ）が崇拝の対象となった。
大乗仏教の説話においては、これに遭遇した際には観世音菩薩の名を唱えれば難を逃れる等とされている。
摩伽羅、摩竭魚などと漢訳された。

## マカラの源流
メソポタミア文明の思想体系では、淡水世界を統べる神エンキを象徴する動物、スクル・マーシュ（スクルは「大きな鯉」、マーシュは山羊の意）が存在していた。バビロニア時代のメソポタミア占星術において、スクル・マーシュは黄道十二宮の磨羯宮に配置されている。スクル・マーシュのイメージはメソポタミア占星術とともにインドに伝わり、幻想獣マカラへと変じた。
なお、東洋における竜やマカラのデザインは、ギリシャ神話におけるケートスに影響を受けたという意見もある。